# József Simándy
Dans le nom hongrois Simándy József, le nom de famille précède le prénom, mais cet article utilise l’ordre habituel en français József Simándy, où le prénom précède le nom.
József Simándy, né József Schulder le 18 novembre 1916 à Kistarcsa et décédé le 4 mars 1997 à Budapest était un chanteur d'opéra hongrois. Il est connu comme l'un des plus grands ténors du pays et reste encore associé à son rôle dans les opéras Bánk bán et Hunyadi László de Ferenc Erkel .

## Biographie
Étudiant d'Emilia Posszert, il rejoint le chœur de l'Opéra d'État hongrois en 1940 et débute avec le rôle de Don José dans Carmen à Szeged. En 1947, il retourne à Budapest où il devient le ténor principal jusqu'en 1984. Il se produit également régulièrement à Munich entre 1956 et 1960. À côté de ses rôles héroïques, il tient également des registres lyriques tels Radames, Lohengrin et Otello.
Il est professeur à l'Académie de musique Franz-Liszt de 1978 à 1986.